# 魯勒爾瓦爾 (喬治亞州)
魯勒爾維爾（英語：Ruralville）是位於美國喬治亞州惠特菲爾德縣的一個非建制地區。該地的面積和人口皆未知。

## 地理
魯勒爾維爾的座標為34°52′56″N 84°51′50″W / 34.88222°N 84.86389°W，而該地的平均海拔高度為283米（即928英尺）。